# كبل البحر الأحمر
كبل البحر الأحمر هو تعيين كبل طاقة غواص بطول 13.6 كم وجهد 400 كيلو فولت تحت البحر الأحمر من أجل ربط شبكات الكهرباء بين مصر والأردن. تم تشغيل المشروع في عام 1994 وافتتح في عام 1998. يصل الكبل الذي تبلغ سعته القصوى 2000 ميجاوات إلى أقصى عمق يعادل 850 متر. يحتوي على مقطع عرضي يبلغ 1000 مم مربع لكل موصل وهو كبل أحادي النواة مملوء بالزيت معزول بورق السليلوز المشرب بزيت معدني منخفض اللزوجة. يحمي غلاف من سبائك الرصاص والزرنيخ (0.15٪ زرنيخ، 0.1٪ قصدير ،0.1٪ بزموت و99.65٪ رصاص) الماء من اختراق العزل الورقي. الكبل جزء من خط بجهد 400 كيلو فولت من طابا في مصر إلى العقبة في الأردن.

## إحداثيات
- 29.379469 N 34.977669 E: محطة كهرباء العقبة
- 29.432459 N 34.977121 E: طرف كبل العقبة
- 29.486346 N 34.875476 E: طرف كبل طابا
- 29.611148 N 34.841852 E: محطة طابا الفرعية